# Käthe Overath
Katharina « Käthe » Maria Meier, épouse Overath après la Seconde Guerre mondiale (née le 16 septembre 1926 à Donrath, morte le 23 novembre 1995 à Lohmar) est une Juste parmi les nations allemande.

## Biographie
Käthe Meier est la fille d'Albert Meier (né en 1894) et de son épouse Maria Henseler (née en 1895). Elle grandit dans un foyer chrétien strict et va à l'école primaire de Siegburg, puis la Handelsschule. Les parents sont des catholiques profondément religieux qui s'opposent aux nazis à plusieurs reprises après leur prise du pouvoir. En 1939, il est placé en garde à vue pour avoir prétendument « détruit le moral du peuple ».
Alors que d'autres familles s'éloignent de leurs concitoyens juifs après 1933, les Meier ne rompent pas les contacts avec la famille Bernauer de Troisdorf, amie de longue date, et la soutient d'abord en leur fournissant des vêtements et de la nourriture.
Erwin Bernauer (1886-1961), propriétaire d'un atelier photo, est de confession catholique, contrairement à son épouse juive Nanny Stern (1880-1960). Comme leur mariage était considéré comme un "mariage mixte" privilégié en raison de sa descendance aryenne avérée, elle et leur fille Karola Helene (1919-2002) restent dans un premier temps relativement à l'abri, tandis que la plupart des autres résidents juifs de Troisdorf sont déportés à partir de 1941. En septembre 1944, Nanny Bernauer reçoit également un avis l'informant qu'elle et sa fille doivent se rendre au "camp juif" de Cologne-Müngersdorf : le 11 septembre, elle est aménée dans un camion. Erwin Bernauer, bien que non juif lui-même, ne veut pas se séparer de sa femme et reste à ses côtés. Avec d'autres Juifs de Troisdorf et des environs, ils sont emmenés au Fort V, une ancienne prison-forteresse qui sert depuis 1941 de point de rassemblement pour les déportations vers l'Europe de l'Est.
Lorsque Karola Bernauer doit aller chercher des médicaments pour certains détenus malades à l'extérieur du camp, elle en profite pour s'échapper et se tourne vers Käthe Meier et sa mère. Albert Meier est enrôlé dans le service militaire à l'été 1944. La mère et la fille cachent la jeune fille juive dans leur propre maison et craignent désormais constamment d'être découvertes et trahies. Elles introduisent clandestinement de la nourriture dans le camp de Müngersdorf afin qu'Erwin et Nanny Bernauer puissent survivre les jours précédant le transport prévu vers le camp de concentration de Theresienstadt.
Peu avant la déportation imminente du couple, Käthe Meier décide à l'automne 1944 de lancer une opération de sauvetage audacieuse. Afin de pouvoir entrer sans entrave dans le camp et livrer la nourriture, elle entame une conversation avec les gardes SS, au cours de laquelle elle explique qu'elle veut aller chercher ses parents, qui travaillent dans la cuisine. Après avoir attendu un certain temps, Käthe demande finalement aux gardes si elle peut entrer dans le camp pour voir où ses prétendus parents séjournent depuis si longtemps. Les gardes acceptent à condition que Käthe Meier leur accorde un rendez-vous le lendemain. Meier réussit bientôt à localiser les Bernauer dans le camp. Dans une inspiration spontanée, Käthe Meier cache sous son écharpe et son manteau l'étoile juive de Nanny Bernauer, obligatoire pour les Juifs depuis le 1er septembre 1941, et prend le couple à ses côtés. Les trois personnes se dirigent alors ensemble vers la sortie et insultent de manière démonstrative les Juifs, de sorte que les gardes ne se doutent de rien et rappellent simplement à Meier leur nomination.
Käthe Meier et sa mère cachent d'abord les deux évadés et leur fille dans le sous-sol de leur maison à Donrath, mais leur fournir de la nourriture s'avère extrêmement difficile à cause des bons d'alimentation simplement pour les Meier. C'est pourquoi Albert Meier initie l'amitié avec Ludwig et Elisabeth Weeg, couple d'agriculteurs de Wahlscheid, qui fournissent aux Meier du lait, de la viande et du pain.
La situation devint de plus en plus critique lorsque le père Meier revient du front en permission en novembre 1944. Considéré comme peu fiable par les nazis, il est sous surveillance constante. Il reste avec son frère pour ne pas mettre en danger la famille juive dans sa maison. Néanmoins, fin 1944, les dénonciations se font plus fréquentes. C'est pourquoi Käthe Meier emmène la famille Bernauer dans une opération de répression, dans une charrette tirée par des chevaux et cachée sous des bâches, chez Ludwig et Elisabeth Weeg à Wahlscheid, où la deuxième fille Erna Nussbaum trouve refuge avec son mari Nussbaum, les Juifs restent jusqu'à la fin de la Seconde Guerre mondiale. Les Bernauer retournent plus tard à Troisdorf.
Käthe Meier passe le reste de sa vie à Lohmar-Donrath. Après 1945, elle épouse l'ancien soldat Heinrich Overath (1916-1990).
En 1990, elle est honorée comme Juste parmi les nations.